# Allison Reed
Allison Lynn Reed (Kalamazoo, Estados Unidos, 8 de junio de 1994) es una deportista lituana de origen estadounidense que compite en patinaje artístico, en la modalidad de danza sobre hielo. Ganó una medalla de bronce en el Campeonato Europeo de Patinaje Artístico sobre Hielo de 2024.

## Palmarés internacional
| Campeonato Europeo | Campeonato Europeo | Campeonato Europeo | Campeonato Europeo |
| Año                | Lugar              | Medalla            | Categoría          |
| ------------------ | ------------------ | ------------------ | ------------------ |
| 2024               | Kaunas (Lituania)  | Medalla de bronce  | Danza sobre hielo  |